# بال‌مسیان
بال‌مسیان (نام علمی: Paralucia) نام یک سرده از تیره پرنیان‌بالان است. گونه های مسی درخشان، مسی آذرین و مسی باتورست در این سرده قرار دارند.

## گونه‌ها
- Bright Copper, مسی درخشان
- Fiery Copper, مسی آذرین
- Bathurst Copper, Paralucia spinifera